# Gustavo Frizzoni

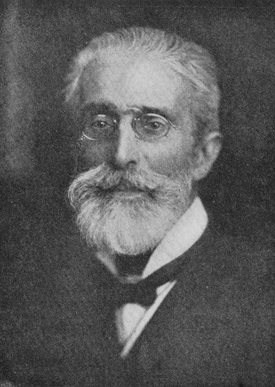
Gustavo Frizzoni

Gustavo Frizzoni (* 11. August 1840 in Bergamo; † 10. Februar 1919 in Mailand) war ein italienischer Kunsthistoriker und Schriftsteller.
Seine Vorfahren stammten aus Graubünden in der Schweiz. Sie ließen sich in Bergamo nieder, wo sie einen Palazzo errichteten, in dem zu Beginn des 19. Jahrhunderts unter anderem der deutsche Theologe Gustav Gündel als Erzieher wirkte. Gustavo studierte in Pisa Philosophie, begann aber schon bald sich mehr für Kunst zu interessieren. Mehrere Studienreisen führten ihn nach Deutschland, vor allem nach Berlin, sowie nach Wien, Frankreich und England. 
Wieder nach Italien zurückgekehrt, wurde er in Mailand Mitglied der Kommission für die Erhaltung der örtlichen Kunstwerke. Es folgte die Ernennung durch das italienische Ministerium zum Mitglied der Giunta centrale di Bella Arti in der Landeshauptstadt Rom.

## Werke
Gustavo Frizzoni publizierte in zahlreichen Fachzeitschriften und unter anderem folgende Monographien:
- Notizia d'opere di disegno. 2. Aufl. Bologna 1884
- Arte italiana del rinascimento. Mailand 1891
- Morelli, Giovanni. In: Zeitschrift f. bild. Kunst 1891, S. 201–206, 243–245.
- Catalogo della Galleria Tadini in Lovere. Herausgegeben von G. Frizzoni, Lovere 1903